# Gastone Darè
Gastone Darè (ur. 18 lutego 1918 w Suzzara, zm. 7 czerwca 1976 w Mantui) – włoski szablista, dwukrotny medalista olimpijski i wielokrotny medalista mistrzostw świata, następnie polityk.

## Kariera sportowa
Na igrzyskach olimpijskich w Londynie w 1948 roku Vincenzo Pinton, Gastone Darè, Carlo Turcato, Mauro Racca, Aldo Montano i Renzo Nostini wywalczyli drużynowo srebrny medal. W zawodach indywidualnych w rundzie finałowej wygrał dwa z siedmiu pojedynków i zajął ostatecznie szóste miejsce. Na rozgrywanych cztery lata później igrzyskach olimpijskich w Helsinkach wspólnie z Vincenzo Pintonem, Renzo Nostinim, Mauro Raccą, Roberto Ferrarim i Giorgio Pellinim zdobył kolejne srebro w szabli drużynowej. W zawodach indywidualnych tym razem był czwarty, w rundzie finałowej wygrywając pięć z ośmiu pojedynków. Brał też udział w igrzyskach olimpijskich w Melbourne w 1956 roku, gdzie drużynowo był piąty, a indywidualnie odpadł w półfinałach.
Podczas mistrzostw świata w Lizbonie w 1947 roku razem z Umberto De Martino, Carlo Filogamo, Aldo Montano, Vincenzo Pintonem i Mauro Raccą wywalczył złoty medal w szabli drużynowej. W tej samej konkurencji zdobywał następnie złote medale na mistrzostwach świata w Kairze (1949) i mistrzostwach świata w Monte Carlo (1950) oraz srebrne na mistrzostwach świata w Sztokholmie (1951), mistrzostwach świata w Brukseli (1953) i mistrzostwach świata w Rzymie (1955). Ponadto wywalczył cztery medale w turniejach indywidualnych: złoty na MŚ 1949 oraz brązowe na MŚ 1947 (za Aldo Montano i Belgiem Georges'em de Bourguignonem), MŚ 1950 (za Francuzem Jeanem Levavasseurem i Vincenzo Pintonem) i MŚ 1951 (za Węgrami Aladárem Gerevichem i Pálem Kovácsem).
W 1955 roku został złotym i brązowym medalistą igrzysk śródziemnomorskich w Barcelonie (odpowiednio: w drużynie i indywidualnie). 

## Kariera polityczna
Był publicystą i działaczem Włoskiej Partii Socjalistycznej, sprawował funkcję radnego miasta Mantua, był też radnym prowincji Mantua. W wyborach w 1963 roku uzyskał mandat senatora IV kadencji, startując z Lombardii. W czasie tej kadencji zasiadał w komisji spraw zagranicznych i komisji obrony (był jej wiceprzewodniczącym). W wyborach w 1968 roku ponownie wybrany na senatora, był członkiem kilku komisji senatorskich: ds. konstytucyjnych (wiceprzewodniczący), sprawiedliwości, obrony (przewodniczący), rolnictwa, ds. regionalnych (sekretarz), oraz komisji pracy, migracji o polityki społecznej.